# Ро-алгоритм Полларда
Ро-алгоритм ({\displaystyle \rho }-алгоритм) — предложенный Джоном Поллардом в 1975 году алгоритм, служащий для факторизации (разложения на множители) целых чисел. Данный алгоритм основывается на алгоритме Флойда поиска длины цикла в последовательности и некоторых следствиях из парадокса дней рождения. Алгоритм наиболее эффективен при факторизации составных чисел с достаточно малыми множителями в разложении. Сложность алгоритма оценивается как {\displaystyle O(N^{1/4})}.
ρ-алгоритм Полларда строит числовую последовательность, элементы которой образуют цикл, начиная с некоторого номера n, что может быть проиллюстрировано, расположением чисел в виде греческой буквы ρ, что послужило названием семейству алгоритмов.

## История алгоритма
В конце 60-х годов XX века Роберт Флойд придумал достаточно эффективный метод решения задачи нахождения цикла, также известный, как алгоритм «черепаха и заяц». Джон Поллард, Дональд Кнут и другие математики проанализировали поведение этого алгоритма в среднем случае. Было предложено несколько модификаций и улучшений алгоритма.
В 1975 году Поллард опубликовал статью, в которой он, основываясь на алгоритме Флойда обнаружения циклов, изложил идею алгоритма факторизации чисел, работающего за время, пропорциональное {\displaystyle N^{1/4}}.
Автор алгоритма назвал его методом факторизации Монте-Карло, отражая кажущуюся случайность чисел, генерируемых в процессе вычисления. Однако позже метод всё-таки получил своё современное название — ρ-aлгоритм Полларда.
В 1981 году Ричард Брент и Джон Поллард с помощью алгоритма нашли наименьшие делители чисел Ферма {\displaystyle F_{n}=2^{2^{n}}+1} при {\displaystyle 5\leq n\leq 13}.
Скорость алгоритма сильно зависит лишь от величины наименьшего делителя исходного числа, но не от самого числа. Так, поиск наименьшего делителя седьмого числа Ферма — {\displaystyle {\begin{array}{lll}F_{7}=340282366920938463463374607431768211457=59\,649\,589\,127\,497\,217\cdot 5\,704\,689\,200\,685\,129\,054\,721;\end{array}}}, занимает гораздо больше времени, чем поиск делителя двенадцатого числа Ферма (т.к. его делитель 114689 значительно меньше, хотя само число состоит более чем из 1200 десятичных цифр).
В рамках проекта «Cunningham project» алгоритм Полларда помог найти делитель длиной 19 цифр числа {\displaystyle 2^{2386}+1}. Большие делители также могли бы быть найдены, однако открытие метода факторизации с помощью эллиптических кривых сделало алгоритм Полларда неконкурентоспособным.

## Описание алгоритма

### Оригинальная версия
Рассматривается последовательность целых чисел {\displaystyle {x_{n}}}, такая что {\displaystyle x_{0}=2} и {\displaystyle x_{i+1}=(x_{i}^{2}-1\,)(\mathrm {mod} \,N)}, где {\displaystyle N} — число, которое нужно факторизовать. Оригинальный алгоритм выглядит следующим образом:
1. Вычисляются тройки чисел
{\displaystyle (x_{i},x_{2i},Q_{i}),i=1,2,...}, где {\displaystyle Q_{i}\equiv \prod _{j=1}^{i}(x_{2j}-x_{j})\,(\mathrm {mod} \,N)}.
Причём каждая такая тройка получается из предыдущей.
2. Каждый раз, когда число {\displaystyle i} кратно числу {\displaystyle m} (скажем, {\displaystyle m=100}), вычисляется наибольший общий делитель {\displaystyle d_{i}=\mathrm {GCD} (Q_{i},N)} любым известным методом.
3. Если {\displaystyle 1<d_{i}<N}, то частичное разложение числа {\displaystyle N} найдено, причём {\displaystyle N=d_{i}\times (N/d_{i})}.
Найденный делитель {\displaystyle d_{i}} может быть составным, поэтому его также необходимо факторизовать. Если число {\displaystyle N/d_{i}} составное, то продолжаем алгоритм с модулем {\displaystyle N'=N/d_{i}}.
4. Вычисления повторяются {\displaystyle S} раз. Если при этом число не было до конца факторизовано, выбирается, например, другое начальное число {\displaystyle x_{0}}.

### Современная версия
Пусть {\displaystyle N} составное целое положительное число, которое требуется разложить на множители. Алгоритм выглядит следующим образом:
1. Случайным образом выбирается небольшое число {\displaystyle x_{0}}[12] и строится последовательность {\displaystyle \{x_{n}\},n=0,1,2,...}, определяя каждое следующее как {\displaystyle x_{n+1}=F(x_{n})\,(\mathrm {mod} \,\,N)}.
2. Одновременно на каждом i-ом шаге вычисляется {\displaystyle d=\mathrm {GCD} (N,|x_{i}-x_{j}|)} для каких-либо {\displaystyle i}, {\displaystyle j} таких, что {\displaystyle j<i}, например, {\displaystyle i=2j}.
3. Если {\displaystyle d>1}, то вычисление заканчивается, и найденное на предыдущем шаге число {\displaystyle d} является делителем {\displaystyle N}. Если {\displaystyle N/d} не является простым числом, то процедуру поиска делителей продолжается, взяв в качестве {\displaystyle N} число {\displaystyle N'=N/d}.

На практике функция {\displaystyle F(x)} выбирается не слишком сложной для вычисления (но в то же время не линейным многочленом), при условии того, что она не должна порождать взаимно однозначное отображение. Обычно в качестве {\displaystyle F(x)} выбираются функции {\displaystyle F(x)=x^{2}\pm 1(\mathrm {mod} \,N)} или {\displaystyle F(x)=x^{2}\pm a(\mathrm {mod} \,N)}. Однако функции {\displaystyle x^{2}-2} и {\displaystyle x^{2}} не подходят.
Если известно, что для делителя {\displaystyle p} числа {\displaystyle N} справедливо {\displaystyle p\equiv 1\,(\mathrm {mod} \,k)} при некотором {\displaystyle k>2}, то имеет смысл использовать {\displaystyle F(x)=x^{k}+b}.
Существенным недостатком алгоритма в такой реализации является необходимость хранить большое число предыдущих значений {\displaystyle x_{j}}.

### Улучшения алгоритма
Изначальная версия алгоритма обладает рядом недостатков. В настоящий момент существует несколько подходов к улучшению оригинального алгоритма.
Пусть {\displaystyle F(x)=(x^{2}-1){\bmod {N}}}. Тогда, если {\displaystyle (x_{j}-x_{i})\equiv 0{\pmod {p}}}, то {\displaystyle (F(x_{j})-F(x_{i}))\equiv 0{\pmod {p}}}, поэтому, если пара {\displaystyle (x_{i},x_{j})} даёт решение, то решение даст любая пара {\displaystyle (x_{i+k},x_{j+k})}.
Поэтому нет необходимости проверять все пары {\displaystyle (x_{i},x_{j})}, а можно ограничиться парами вида {\displaystyle (x_{i},x_{j})}, где {\displaystyle j=2^{k}}, и {\displaystyle k} пробегает набор последовательных значений 1, 2, 3, …, а {\displaystyle i} принимает значения из интервала {\displaystyle [2^{k}+1;2^{k+1}]}. Например, {\displaystyle k=3}, {\displaystyle j=2^{3}=8}, а {\displaystyle i\in [9;16]}.
Эта идея была предложена Ричардом Брентом в 1980 году и позволяет уменьшить количество выполняемых операций приблизительно на 25 %.
Ещё одна вариация ρ-алгоритма Полларда была разработана Флойдом. Согласно Флойду, значение {\displaystyle y} обновляется на каждом шаге по формуле {\displaystyle y=F^{2}(y)=F(F(y))}, поэтому на шаге {\displaystyle i} будут получены значения {\displaystyle x_{i}=F^{i}(x_{0})}, {\displaystyle y_{i}=x_{2i}=F^{2i}(x_{0})}, и НОД на этом шаге вычисляется для {\displaystyle N} и {\displaystyle y-x}.

### Пример факторизации числа
Данный пример наглядно демонстрирует ρ-алгоритм факторизации (версия алгоритма, с улучшением Флойда), для числа N = 8051:
| n = 8051, F(x) = (x2 + 1) mod n , x0 = y0 = 2 | n = 8051, F(x) = (x2 + 1) mod n , x0 = y0 = 2 | n = 8051, F(x) = (x2 + 1) mod n , x0 = y0 = 2 | n = 8051, F(x) = (x2 + 1) mod n , x0 = y0 = 2 |
| i                                             | xi=F(xi-1)                                    | yi=F(F(yi-1))                                 | НОД(\|xi − yi\|, 8051)                        |
| --------------------------------------------- | --------------------------------------------- | --------------------------------------------- | --------------------------------------------- |
| 1                                             | 5                                             | 26                                            | 1                                             |
| 2                                             | 26                                            | 7474                                          | 1                                             |
| 3                                             | 677                                           | 871                                           | 97                                            |

Используя другие варианты полинома {\displaystyle F(x)}, можно также получить делитель 83:
| n = 8051, F(x) = (x2 + 3) mod n , x0 = y0 = 2 | n = 8051, F(x) = (x2 + 3) mod n , x0 = y0 = 2 | n = 8051, F(x) = (x2 + 3) mod n , x0 = y0 = 2 | n = 8051, F(x) = (x2 + 3) mod n , x0 = y0 = 2 |
| i                                             | xi=F(xi-1)                                    | yi=F(F(yi-1))                                 | НОД(\|xi − yi\|, 8051)                        |
| --------------------------------------------- | --------------------------------------------- | --------------------------------------------- | --------------------------------------------- |
| 1                                             | 7                                             | 52                                            | 1                                             |
| 2                                             | 52                                            | 1442                                          | 1                                             |
| 3                                             | 2707                                          | 778                                           | 1                                             |
| 4                                             | 1442                                          | 3932                                          | 83                                            |

Таким образом, d1 = 97, d2 = 83 — нетривиальные делители числа 8051.
После нахождения делителя числа, в ρ-алгоритме предлагается продолжать вычисления и искать делители числа {\displaystyle N/d}, если {\displaystyle N/d} не является простым. В этом простом примере данного шага совершать не потребовалось.

## Обоснование ρ-алгоритма Полларда
Алгоритм основывается на известном парадоксе дней рождения.

Парадокс дней рождений, кратко:

Пусть {\displaystyle \lambda >0}. Для случайной выборки из {\displaystyle l+1} элементов, каждый из которых меньше {\displaystyle q}, где {\displaystyle l={\sqrt {2\lambda q}}}, вероятность того, что два элемента окажутся одинаковыми {\displaystyle p>1-e^{-\lambda }}.

Следует отметить, что вероятность {\displaystyle p=0.5} в парадоксе дней рождения достигается при {\displaystyle \lambda \approx 0.69}.
Пусть последовательность {\displaystyle \{u_{n}\}} состоит из разностей {\displaystyle x_{i}-x_{j}}, проверяемых в ходе работы алгоритма. Определяется новая последовательность {\displaystyle \{z_{n}\}}, где {\displaystyle z_{n}=u_{n}\,\mathrm {mod} \,q}, {\displaystyle q} — меньший из делителей числа {\displaystyle N}.
Все члены последовательности {\displaystyle \{z_{n}\}} меньше {\displaystyle {\sqrt {N}}}. Если рассматривать её как случайную последовательность целых чисел, меньших {\displaystyle q}, то, согласно парадоксу дней рождения, вероятность того, что среди {\displaystyle l+1} её членов попадутся два одинаковых, превысит {\displaystyle 1/2} при {\displaystyle \lambda \approx 0.69}, тогда {\displaystyle l} должно быть не меньше {\displaystyle {\sqrt {2\lambda q}}\approx {\sqrt {1.4q}}\approx 1.18{\sqrt {q}}}.
Если {\displaystyle z_{i}=z_{j}}, тогда {\displaystyle x_{i}-x_{j}\equiv 0\,\mathrm {mod} \,q}, то есть, {\displaystyle x_{i}-x_{j}=kq} для некоторого целого {\displaystyle k}. Если {\displaystyle x_{i}\neq x_{j}}, что выполняется с большой вероятностью, то искомый делитель {\displaystyle q} числа {\displaystyle N} будет найден как {\displaystyle \mathrm {GCD} (N,|x_{i}-x_{j}|)}. Поскольку {\displaystyle {\sqrt {q}}\leq n^{1/4}}, то с вероятностью, превышающей {\displaystyle 1/2} , делитель {\displaystyle N} будет найден за {\displaystyle 1.18\times N^{1/4}} итераций.

## Сложность алгоритма
Чтобы оценить сложность алгоритма, рассматривается последовательность, строящаяся в процессе вычислений, как случайная (разумеется, ни о какой строгости при этом говорить нельзя). Чтобы полностью факторизовать число {\displaystyle N} длиной {\displaystyle \beta } бит, достаточно найти все его делители, не превосходящие {\displaystyle {\sqrt {N}}}, что требует максимум порядка {\displaystyle {\sqrt {N}}} арифметических операций, или {\displaystyle N^{1/4}\beta ^{2}=2^{\beta /4}\beta ^{2}} битовых операций.
Поэтому сложность алгоритма оценивается, как {\displaystyle O(N^{1/4})}. Однако в этой оценке не учитываются накладные расходы по вычислению наибольшего общего делителя. Полученная сложность алгоритма, хотя и не является точной, достаточно хорошо согласуется с практикой.
Справедливо следующее утверждение: пусть {\displaystyle N} — составное число. Тогда существует такая константа {\displaystyle C}, что для любого положительного числа {\displaystyle \lambda } вероятность события, состоящего в том, что ρ-алгоритм Полларда не найдет нетривиального делителя {\displaystyle N} за время {\displaystyle C{\sqrt {\lambda {\sqrt {N}}}}(\log N)^{2}}, не превосходит величины {\displaystyle e^{-\lambda }}. Данное утверждение следует из парадокса дней рождения.

## Особенности реализации
Объём памяти, используемый алгоритмом, можно значительно уменьшить.
```
 
int
 
Rho-Поллард
 (
int
 N)
 { 
   
int
 x = 
random
(1, N-2);
   
int
 y = 1; 
int
 i = 0; 
int
 stage = 2;
   
while
 (Н.О.Д.(N, 
abs
(x - y)) == 1)
   {
     
if
 (i == stage){
       y = x;
       stage = stage*2; 
     }
     x = (x*x + 1) (mod N);
     i = i + 1;
   }
   
return
 
Н.О.Д
(N, 
abs
(x-y));
 }
```

В этом варианте вычисление требует хранить в памяти всего три переменные {\displaystyle N}, {\displaystyle x}, и {\displaystyle y}, что выгодно отличает алгоритм в такой реализации от других методов факторизации чисел.

### Распараллеливание алгоритма
Алгоритм Полларда допускает распараллеливание с использованием как систем с разделяемой памятью, так и систем с распределенной памятью (передача сообщений), однако второй случай является наиболее интересным с практической точки зрения.

#### Система с распределенной памятью
Существующий метод распараллеливания заключается в том, что каждый вычислительный узел исполняет один и тот же последовательный алгоритм, однако, исходное число {\displaystyle x_{0}} и/или полином {\displaystyle F(x)} берутся различными. Для упрощения распараллеливания, предлагается получать их из генератора случайных чисел. Однако такая параллельная реализация не даёт линейного ускорения.
Предположим что есть {\displaystyle P} одинаковых исполнителей. Если мы используем {\displaystyle P} различных последовательностей (то есть различных полиномов {\displaystyle F(x)}), то вероятность того, что первые {\displaystyle k} чисел в этих последовательностях будут различными по модулю {\displaystyle p}, будет примерно равна {\displaystyle \exp({-k^{2}P}/2p)}. Таким образом, максимальное ускорение можно оценить как {\displaystyle P^{1/2}}.
Ричард Крэндалл предположил, что достижимо ускорение {\displaystyle O(P/(\log P)^{2})}, однако данное утверждение пока не проверено.

#### Система с общей памятью
Предыдущий метод, очевидно, можно использовать и на системах с общей памятью, однако, гораздо разумнее использовать единый генератор {\displaystyle F(x)}.